# Мюнхвилен (округ)
Мюнхвилен (нем. Bezirk Münchwilen) — округ в Швейцарии. Центр округа — город Мюнхвилен.
Округ входит в кантон Тургау. Занимает площадь 138,19 км². Население 47 639 человек. Официальный код — 2006.

## Коммуны округа
| Герб                  | Коммуна               | Оригинальное название | Население (2019) | Площадь (2016) |
| --------------------- | --------------------- | --------------------- | ---------------- | -------------- |
| Адорф                 | Адорф                 | Aadorf                | 9047             | 19,94          |
| Бетвизен              | Бетвизен              | Bettwiesen            | 1226             | 3,85           |
| Бихельзе-Бальтерсвиль | Бихельзе-Бальтерсвиль | Bichelsee-Balterswil  | 2878             | 12,26          |
| Браунау               | Браунау               | Braunau               | 815              | 9,17           |
| Эшликон               | Эшликон               | Eschlikon             | 4480             | 6,22           |
| Фишинген              | Фишинген              | Fischingen            | 2802             | 30,58          |
| Ломмис                | Ломмис                | Lommis                | 1211             | 8,61           |
| Мюнхвилен             | Мюнхвилен             | Münchwilen            | 5680             | 7,81           |
| Риккенбах             | Риккенбах             | Rickenbach            | 2803             | 1,58           |
| Зирнах                | Зирнах                | Sirnach               | 7803             | 12,38          |
| Тобель-Тегершен       | Тобель-Тегершен       | Tobel-Tägerschen      | 1604             | 7,11           |
| Венги                 | Венги                 | Wängi                 | 4769             | 16,43          |
| Вилен                 | Вилен                 | Wilen                 | 2521             | 2,25           |
|                       | Итого (13)            | Итого (13)            | 47 639           | 138,19         |

1 января 2011 года были переподчинены коммуны:
- Адорф из округа Фрауэнфельд в округ Мюнхвилен,
- Аффельтранген, Шёнхольцерсвилен, Вуппенау из округа Мюнхвилен в округ Вайнфельден.